# Bahnstrecke Wanne-Eickel–Hamburg
| | |                                                              |                                                              |
| Streckennummer (DB): | 2200 1283 (3. Gleis Buchholz–Rotenburg) 1404 (Umgehungsstrecke Sagehorn – Bremen Gabelung) |                                                              |                                                              |
| Kursbuchstrecke (DB): | 425 (Wanne-Eickel–Münster) 385 (Münster–Bremen) 120 (Bremen–Hamburg) |                                                              |                                                              |
| Kursbuchstrecke: | 194 (Hamburg Hbf – Münster (Westf) Hbf 1934) 91 (Hamburg Hbf – Buchholz Gesamtverkehr 1934) 186, 190 (Hamburg Hbf – Harburg-Wilhelmsburg Hbf 1934) 194a (Münster (Westf) Hbf – Wanne-Eickel Hbf 1934) 218 (1946) 109 (Hamburg Hbf – Buchholz Gesamtverkehr 1946) 211, 217 (Hamburg Hbf – Hamburg-Harburg 1946) 234 (Haltern (Westf) – Wanne-Eickel Hbf 1946) |                                                              |                                                              |
| Streckenlänge: | 355 km |                                                              |                                                              |
| Spurweite: | 1435 mm (Normalspur) |                                                              |                                                              |
| Streckenklasse: | D4, Norderelbbrücke: CM2 |                                                              |                                                              |
| Stromsystem: | 15 kV 16,7 Hz ~ |                                                              |                                                              |
| Streckengeschwindigkeit: | 200 km/h |                                                              |                                                              |
| Zugbeeinflussung: | PZB, LZB |                                                              |                                                              |
| Zweigleisigkeit: | durchgehend |                                                              |                                                              |
| | |                                                              |                                                              |
| \| \| \| Strecke von Hamburg-Altona \| \| \| \| 355,3 \| Hamburg Hbf ⊙ \| Hamburg Hbf ⊙ \| \| \| \| \| \| \| \| \| S-Bahn-Strecke nach Hammerbrook/Berliner Tor \| \| \| \| \| \| \| \| \| \| nach Lübeck und nach Berlin \| \| \| \| \| Hamburg Klosterthor \| \| \| \| \| zum Abstellbf Hbf \| \| \| \| \| vom Sandtorhafen \| \| \| \| \| Oberbaumbrücke \| \| \| \| \| Oberhafenbrücke \| \| \| \| \| Ericusbrücke \| \| \| \| \| Hamburg Hannoverscher Bahnhof \| \| \| \| \| vom Strandhafen \| \| \| \| 353,7 \| Hamburg Ericus (Abzw) \| Hamburg Ericus (Abzw) \| \| \| \| \| \| \| \| \| Hamburg Oberhafen \| \| \| \| \| \| \| \| \| 352,5 \| Hamburg Norderelbbrücke (Abzw) \| Hamburg Norderelbbrücke (Abzw) \| \| \| 352,5 \| Hamburg Elbbrücke \| Hamburg Elbbrücke \| \| \| \| S-Bahn-Strecke von Hammerbrook \| \| \| \| \| von Hamburg-Allermöhe \| \| \| \| 352,4 \| Hamburg Oberhafen (Abzw) \| Hamburg Oberhafen (Abzw) \| \| \| 352,4 \| Hamburg-Elbbrücken \| Hamburg-Elbbrücken \| \| \| \| Norderelbe (Freihafenelbbrücke, Eisenbahnbrücke) \| \| \| \| 351,5 \| Hamburg-Veddel (Abzw) \| Hamburg-Veddel (Abzw) \| \| \| \| Hafenbahn nach Hamburg Süd \| \| \| \| \| Spreehafen \| \| \| \| 350,9 \| Hamburg-Veddel (S-Bahn) \| Hamburg-Veddel (S-Bahn) \| \| \| \| Hafenbahn Hamburg-Wilhelmsburg–Peute \| \| \| \| \| A 252 \| \| \| \| 348,7 \| Hamburg-Wilhelmsburg Abzw \| Hamburg-Wilhelmsburg Abzw \| \| \| 348,6 \| Hamburg-Wilhelmsburg (S-Bahn) \| Hamburg-Wilhelmsburg (S-Bahn) \| \| \| \| \| \| \| \| \| Abzw Hamburg-Wilhelmsburg S‑Bahn \| \| \| \| \| \| \| \| \| \| Süderelbe (Eisenbahnbrücke) \| \| \| \| \| B 75 \| \| \| \| \| Niederelbebahn von Cuxhaven \| \| \| \| 343,3 \| Hamburg-Harburg \| Hamburg-Harburg \| \| \| \| B 75 \| \| \| \| \| Hamburg-Harburg Bbf Süd \| \| \| \| \| Hauptstrecke nach Lehrte \| \| \| \| \| nach Buchholz (Nordheide) \| \| \| \| \| Landesgrenze Hamburg/Niedersachsen \| \| \| \| \| Neubaustrecke Hannover–Hamburg (geplant; höhenfrei) \| \| \| \| \| A 7 \| \| \| \| 334,5 \| Hittfeld \| Hittfeld \| \| \| \| A 1 \| \| \| \| 329,1 \| Klecken \| Klecken \| \| \| \| \| \| \| \| \| von Maschen Rbf und Hamburg-Allermöhe, ehem. von Wittenberge \| \| \| \| \| \| \| \| \| 323,2 \| Buchholz (Nordheide) (Keilbahnhof) \| Buchholz (Nordheide) (Keilbahnhof) \| \| \| \| Heidebahn nach Soltau \| \| \| \| \| nach Bremerhaven-Wulsdorf \| \| \| \| 318,5 \| Sprötze \| Sprötze \| \| \| 311,7 \| Tostedt \| Tostedt \| \| \| \| Strecke nach Zeven \| \| \| \| 305,1 \| Königsmoor \| Königsmoor \| \| \| 297,6 \| Lauenbrück \| Lauenbrück \| \| \| 291,1 \| Scheeßel \| Scheeßel \| \| \| 282,8 \| ehem. Strecke von Walsrode \| ehem. Strecke von Walsrode \| \| \| \| Wümme \| \| \| \| 282,5 \| Rotenburg (Wümme) \| Rotenburg (Wümme) \| \| \| \| Strecke nach Bremervörde (GV) \| \| \| \| 282,8 \| Strecke nach Verden \| Strecke nach Verden \| \| \| 273,0 \| Sottrum \| Sottrum \| \| \| \| A 1 \| \| \| \| 265,1 \| Ottersberg (Han) \| Ottersberg (Han) \| \| \| 257,5 \| Sagehorn (Personenverkehr bis Dezember 2021) \| Sagehorn (Personenverkehr bis Dezember 2021) \| \| \| \| (Beginn Bremer Umgehungsbahn) \| \| \| \| 256,7 \| Sagehorn Hp (seit Dezember 2021) \| Sagehorn Hp (seit Dezember 2021) \| \| \| \| Landesgrenze Niedersachsen/Bremen \| \| \| \| 251,8 \| Bremen-Oberneuland \| Bremen-Oberneuland \| \| \| \| Bremen-Horn/Achterdiek geplant \| \| \| \| \| A 27 \| \| \| \| \| Bremen Universität/Technologiepark geplant \| \| \| \| \| Utbremen (Abzw) \| \| \| \| 242,8 \| Strecke von/nach Bremerhaven \| Strecke von/nach Bremerhaven \| \| \| \| Strecke von/nach Oldenburg \| \| \| \| 239,7 \| Bremen Hbf ⊙ \| Bremen Hbf ⊙ \| \| \| \| Bremen Steubenstraße geplant \| \| \| \| \| Strecke nach Hannover \| \| \| \| 234,8 \| Bremen-Hastedt \| Bremen-Hastedt \| \| \| 234,6 \| Bremen Föhrenstraße (oben) geplant \| Bremen Föhrenstraße (oben) geplant \| \| \| 233,4 \| Bremen-Hemelingen \| Bremen-Hemelingen \| \| \| 232,1 \| Hemelinger Hafen \| Hemelinger Hafen \| \| \| \| A 1 \| \| \| \| \| (Ende Bremer Umgehungsbahn) \| \| \| \| 229,9 \| Bremen Gabelung (Abzw) \| Bremen Gabelung (Abzw) \| \| \| \| \| \| \| \| \| Eisenbahnbrücke, Weser, Landesgrenze Bremen/Niedersachsen \| \| \| \| \| \| \| \| \| 228,6 \| Dreye \| Dreye \| \| \| \| Bremen-Thedinghauser Eisenbahn \| \| \| \| 224,5 \| Kirchweyhe \| Kirchweyhe \| \| \| 220,0 \| Barrien \| Barrien \| \| \| \| VGH-Strecke nach Eystrup \| \| \| \| 216,5 \| Syke \| Syke \| \| \| 210,8 \| Bramstedt (b Syke) \| Bramstedt (b Syke) \| \| \| 206,8 \| Bassum \| Bassum \| \| \| \| ehem. nach Bünde \| \| \| \| 197,8 \| Twistringen \| Twistringen \| \| \| 190,7 \| Drentwede \| Drentwede \| \| \| 184,7 \| Barnstorf \| Barnstorf \| \| \| 177,9 \| Drebber \| Drebber \| \| \| \| Strecke von Sulingen \| \| \| \| 170,3 \| Diepholz \| Diepholz \| \| \| 161,0 \| Lembruch \| Lembruch \| \| \| 153,9 \| Lemförde \| Lemförde \| \| \| 152,6 \| Landesgrenze Niedersachsen/NRW ⊙ \| Landesgrenze Niedersachsen/NRW ⊙ \| \| \| 148,5 \| Drohne ⊙ \| Drohne ⊙ \| \| \| 146,7 \| Landesgrenze NRW/Niedersachsen ⊙ \| Landesgrenze NRW/Niedersachsen ⊙ \| \| \| \| ehem. Wittlager Kreisbahn von Hunteburg \| \| \| \| \| \| \| \| \| 142,1 \| Bohmte \| Bohmte \| \| \| \| Wittlager Kreisbahn nach Holzhausen \| \| \| \| \| Mittellandkanal \| \| \| \| 134,4 \| Ostercappeln \| Ostercappeln \| \| \| 128,4 \| Vehrte (Reaktivierung PV geplant) \| Vehrte (Reaktivierung PV geplant) \| \| \| 124,8 \| Belm \| Belm \| \| \| 120,1 \| Osnabrück Hbf Vorbf \| Osnabrück Hbf Vorbf \| \| \| 118,4 \| Klus (Abzw) „Kluskurve“ nach Rheine \| Klus (Abzw) „Kluskurve“ nach Rheine \| \| \| \| „Schinkelkurve“ von Osnabrück Hbf (tief) \| \| \| \| \| \| \| \| \| 117,7 \| Osnabrück Hbf (Turmbahnhof, hoch) ⊙ Strecke Rheine–Löhne \| Osnabrück Hbf (Turmbahnhof, hoch) ⊙ Strecke Rheine–Löhne \| \| \| \| \| \| \| \| \| „Münsterkurve“ von Löhne \| \| \| \| 116,4 \| Osnabrück-Rosenplatz (geplant) \| Osnabrück-Rosenplatz (geplant) \| \| \| 114,3 \| Osnabrück-Hörne Bbf \| Osnabrück-Hörne Bbf \| \| \| \| A 30 \| \| \| \| \| Haller Willem nach Bielefeld \| \| \| \| \| ehem. Perm-Bahn Velpe ↔ Georgsmarienhütte \| \| \| \| \| Strecke von Georgsmarienhütte \| \| \| \| 109,1 \| Hasbergen (Kr Osnabrück) \| Hasbergen (Kr Osnabrück) \| \| \| \| ehem. Perm-Bahn von Velpe \| \| \| \| \| Landesgrenze Niedersachsen/NRW \| \| \| \| 106,6 \| Leeden \| Leeden \| \| \| \| Landesgrenze NRW/Niedersachsen \| \| \| \| 104,2 \| Natrup-Hagen \| Natrup-Hagen \| \| \| 102,5 \| Landesgrenze Niedersachsen/NRW \| Landesgrenze Niedersachsen/NRW \| \| \| \| Lengericher Tunnel (581 m) \| \| \| \| \| von Ibbenbüren \| \| \| \| 98,8 \| Lengerich (Westf) \| 79 m \| \| \| \| nach Hövelhof \| \| \| \| 94,1 \| Ringel \| Ringel \| \| \| 91,1 \| Kattenvenne \| Kattenvenne \| \| \| 85,1 \| Ostbevern \| Ostbevern \| \| \| 78,9 \| Westbevern (ehem. Bf) \| 53 m \| \| \| \| Ems \| \| \| \| 76,2 \| Münster Ems \| Münster Ems \| \| \| 72,2 \| Sudmühle \| Sudmühle \| \| \| \| (Beginn Güterumgehungsbahn Münster) \| \| \| \| ~70,9 \| Dortmund-Ems-Kanal \| Dortmund-Ems-Kanal \| \| \| \| Strecke von Rheine, Strecke von Enschede \| \| \| \| \| Warendorfer Bahn von Rheda-Wiedenbrück \| \| \| \| \| Üst Pleister \| \| \| \| 67,6 \| Münster (Westf) Hbf ⊙ \| Münster (Westf) Hbf ⊙ \| \| \| \| Strecke nach Lippstadt \| \| \| \| 66,7 \| Münster (Westf) Gbf, Bbf Kanal \| Münster (Westf) Gbf, Bbf Kanal \| \| \| \| Dortmund-Ems-Kanal \| \| \| \| \| Strecke nach Hamm \| \| \| \| 64,7 \| Geist \| Geist \| \| \| \| Strecke nach Lünen \| \| \| \| \| (Ende Güterumgehungsbahn Münster) \| \| \| \| 61,0 \| Münster-Mecklenbeck \| Münster-Mecklenbeck \| \| \| \| Baumbergebahn nach Coesfeld \| \| \| \| 57,7 \| Münster-Albachten \| Münster-Albachten \| \| \| 54,8 \| Bösensell \| Bösensell \| \| \| 50,3 \| Nottuln-Appelhülsen \| Nottuln-Appelhülsen \| \| \| 45,2 \| Buldern \| Buldern \| \| \| \| Tower Barracks / ehem. Verbindungsgleise \| \| \| \| \| \| \| \| \| 38,6 \| Dülmen (Turmbahnhof, tief) Strecke Gronau–Dortmund \| Dülmen (Turmbahnhof, tief) Strecke Gronau–Dortmund \| \| \| \| \| \| \| \| 33,0 \| Sythen Bbf \| Sythen Bbf \| \| \| 30,8 \| Sythen \| Sythen \| \| \| 26,0 \| Haltern am See S 9 \| Haltern am See S 9 \| \| \| \| ehem. Strecke nach Venlo \| \| \| \| 22,4 \| Marl Lippe (Abzw) \| Marl Lippe (Abzw) \| \| \| \| Strecke nach Gelsenkirchen-Buer Nord S 9 \| \| \| \| \| \| \| \| \| 17,0+98,016,8+301,0 \| \| \| \| \| \| \| \| \| \| 16,8+256 \| Marl-Sinsen \| Marl-Sinsen \| \| \| 14,8+xxx \| ehem. "Zechenbahn General Blumenthal VIII" \| ehem. "Zechenbahn General Blumenthal VIII" \| \| \| 10,5 \| Recklinghausen Hbf S 2 S 9 \| Recklinghausen Hbf S 2 S 9 \| \| \| \| \| \| \| \| \| Strecke Herten–Gladbeck–Bottrop S 9 \| \| \| \| ~6,5 \| A 2 \| A 2 \| \| \| 4,5 \| Recklinghausen Süd \| Recklinghausen Süd \| \| \| \| \| \| \| \| ~4,1 \| A 43 \| A 43 \| \| \| ~4,0 \| Emscher \| Emscher \| \| \| ~3,9 \| Rhein-Herne-Kanal \| Rhein-Herne-Kanal \| \| \| 2,8 \| Baukau (Abzw) S 2 \| Baukau (Abzw) S 2 \| \| \| \| Strecke Crange–Herne-Rottbruch \| \| \| \| \| Stammstrecke von Dortmund \| \| \| \| 0,3 \| Wanne-Eickel Hbf ⊙ \| Wanne-Eickel Hbf ⊙ \| \| \| \| Stammstrecke nach Duisburg \| \| \| \| \| \| \| \| Quellen: [2][3] \| \| \| \| | |                                                              |                                                              |
| Strecke · Strecke | | Strecke von Hamburg-Altona                                   | Strecke von Hamburg-Altona                                   |
| Bahnhof · S-Bahnhof | 355,3 | Hamburg Hbf ⊙                                                | Hamburg Hbf ⊙                                                |
| | |                                                              |                                                              |
| Strecke · Strecke nach links | | S-Bahn-Strecke nach Hammerbrook/Berliner Tor                 | S-Bahn-Strecke nach Hammerbrook/Berliner Tor                 |
| | |                                                              |                                                              |
| Abzweig geradeaus und nach links · Strecke quer | | nach Lübeck und nach Berlin                                  | nach Lübeck und nach Berlin                                  |
| Abzweig geradeaus und ehemals nach links · Kopfbahnhof Streckenende und quer (Strecke außer Betrieb) | | Hamburg Klosterthor                                          | Hamburg Klosterthor                                          |
| Strecke von links (außer Betrieb) · Abzweig nach links und ehemals nach rechts · Abzweig quer und von rechts | | zum Abstellbf Hbf                                            | zum Abstellbf Hbf                                            |
| Abzweig geradeaus und nach rechts (Strecke außer Betrieb) · Strecke | | vom Sandtorhafen                                             | vom Sandtorhafen                                             |
| Brücke über Wasserlauf (Strecke außer Betrieb) · Strecke | | Oberbaumbrücke                                               | Oberbaumbrücke                                               |
| Strecke (außer Betrieb) · Brücke über Wasserlauf | | Oberhafenbrücke                                              | Oberhafenbrücke                                              |
| Strecke | | Ericusbrücke                                                 | Ericusbrücke                                                 |
| Bahnhof (Strecke außer Betrieb) · Strecke von links · Abzweig geradeaus und nach rechts | | Hamburg Hannoverscher Bahnhof                                | Hamburg Hannoverscher Bahnhof                                |
| Abzweig geradeaus und von rechts (Strecke außer Betrieb) · Strecke · ehemalige Blockstelle | | vom Strandhafen                                              | vom Strandhafen                                              |
| Strecke (außer Betrieb) · Strecke · Blockstelle | 353,7 | Hamburg Ericus (Abzw)                                        | Hamburg Ericus (Abzw)                                        |
| Abzweig ehemals geradeaus und von links · Kreuzung geradeaus oben · Abzweig geradeaus und nach rechts | |                                                              |                                                              |
| Strecke · Strecke · ehemaliger Haltepunkt / Haltestelle | | Hamburg Oberhafen                                            | Hamburg Oberhafen                                            |
| Abzweig geradeaus und von links · Strecke nach rechts und von links · Strecke nach rechts | |                                                              |                                                              |
| Blockstelle · Strecke | 352,5 | Hamburg Norderelbbrücke (Abzw)                               | Hamburg Norderelbbrücke (Abzw)                               |
| ehemaliger Haltepunkt / Haltestelle · Strecke | 352,5 | Hamburg Elbbrücke                                            | Hamburg Elbbrücke                                            |
| Strecke · Strecke · Strecke von links | | S-Bahn-Strecke von Hammerbrook                               | S-Bahn-Strecke von Hammerbrook                               |
| Abzweig ehemals geradeaus und nach links · Abzweig geradeaus, nach links, von links und von rechts · Kreuzung geradeaus oben | | von Hamburg-Allermöhe                                        | von Hamburg-Allermöhe                                        |
| Strecke (außer Betrieb) · Blockstelle · Strecke | 352,4 | Hamburg Oberhafen (Abzw)                                     | Hamburg Oberhafen (Abzw)                                     |
| Strecke (außer Betrieb) · Strecke · S-Bahn-Halt | 352,4 | Hamburg-Elbbrücken                                           | Hamburg-Elbbrücken                                           |
| Brücke über Wasserlauf (Strecke außer Betrieb) · Brücke über Wasserlauf · Brücke über Wasserlauf | | Norderelbe (Freihafenelbbrücke, Eisenbahnbrücke)             | Norderelbe (Freihafenelbbrücke, Eisenbahnbrücke)             |
| Abzweig ehemals geradeaus, ehemals nach links und von links · Abzweig geradeaus, nach rechts und von rechts · Strecke | 351,5 | Hamburg-Veddel (Abzw)                                        | Hamburg-Veddel (Abzw)                                        |
| Abzweig geradeaus und nach rechts · Strecke · Strecke | | Hafenbahn nach Hamburg Süd                                   | Hafenbahn nach Hamburg Süd                                   |
| Brücke über Wasserlauf · Brücke über Wasserlauf · Brücke über Wasserlauf | | Spreehafen                                                   | Spreehafen                                                   |
| ehemaliger Bahnhof · ehemaliger Dienststation / Betriebs- oder Güterbahnhof · S-Bahn-Halt | 350,9 | Hamburg-Veddel (S-Bahn)                                      | Hamburg-Veddel (S-Bahn)                                      |
| Kreuzung geradeaus unten · Kreuzung geradeaus unten · Kreuzung geradeaus unten | | Hafenbahn Hamburg-Wilhelmsburg–Peute                         | Hafenbahn Hamburg-Wilhelmsburg–Peute                         |
| Brücke · Brücke · Brücke | | A 252                                                        | A 252                                                        |
| Kreuzung rechts · Abzweig geradeaus und nach rechts · Strecke | 348,7 | Hamburg-Wilhelmsburg Abzw                                    | Hamburg-Wilhelmsburg Abzw                                    |
| ehemaliger Bahnhof · ehemaliger Dienststation / Betriebs- oder Güterbahnhof · S-Bahnhof | 348,6 | Hamburg-Wilhelmsburg (S-Bahn)                                | Hamburg-Wilhelmsburg (S-Bahn)                                |
| | |                                                              |                                                              |
| Strecke · Abzweig geradeaus und von links · Abzweig geradeaus und nach rechts | | Abzw Hamburg-Wilhelmsburg S‑Bahn                             | Abzw Hamburg-Wilhelmsburg S‑Bahn                             |
| | |                                                              |                                                              |
| Brücke über Wasserlauf · Brücke über Wasserlauf · Brücke über Wasserlauf | | Süderelbe (Eisenbahnbrücke)                                  | Süderelbe (Eisenbahnbrücke)                                  |
| Brücke · Brücke · Tunnelanfang | | B 75                                                         | B 75                                                         |
| Abzweig geradeaus und von rechts · Strecke · Strecke (im Tunnel) | | Niederelbebahn von Cuxhaven                                  | Niederelbebahn von Cuxhaven                                  |
| Kreuzung mit Tunnelstrecke · Strecke nach rechts (im Tunnel) | 343,3 | Hamburg-Harburg                                              | Hamburg-Harburg                                              |
| Strecke mit Straßenbrücke Streckenanfang · Strecke mit Straßenbrücke Streckenende | | B 75                                                         | B 75                                                         |
| Dienststation / Betriebs- oder Güterbahnhof · Strecke nach links · Strecke von rechts | | Hamburg-Harburg Bbf Süd                                      | Hamburg-Harburg Bbf Süd                                      |
| Abzweig geradeaus und nach links · Abzweig quer und von rechts · Kreuzung geradeaus oben | | Hauptstrecke nach Lehrte                                     | Hauptstrecke nach Lehrte                                     |
| Strecke nach links · Kreuzung geradeaus oben · Abzweig quer und nach links | | nach Buchholz (Nordheide)                                    | nach Buchholz (Nordheide)                                    |
| Grenze | | Landesgrenze Hamburg/Niedersachsen                           | Landesgrenze Hamburg/Niedersachsen                           |
| Abzweig geradeaus und ehemals nach links | | Neubaustrecke Hannover–Hamburg (geplant; höhenfrei)          | Neubaustrecke Hannover–Hamburg (geplant; höhenfrei)          |
| Strecke mit Straßenbrücke | | A 7                                                          | A 7                                                          |
| Haltepunkt / Haltestelle | 334,5 | Hittfeld                                                     | Hittfeld                                                     |
| Strecke mit Straßenbrücke | | A 1                                                          | A 1                                                          |
| Haltepunkt / Haltestelle | 329,1 | Klecken                                                      | Klecken                                                      |
| | |                                                              |                                                              |
| Strecke · Strecke von links | | von Maschen Rbf und Hamburg-Allermöhe, ehem. von Wittenberge | von Maschen Rbf und Hamburg-Allermöhe, ehem. von Wittenberge |
| | |                                                              |                                                              |
| Bahnhof · Bahnhof | 323,2 | Buchholz (Nordheide) (Keilbahnhof)                           | Buchholz (Nordheide) (Keilbahnhof)                           |
| Strecke · Abzweig geradeaus und nach links | | Heidebahn nach Soltau                                        | Heidebahn nach Soltau                                        |
| Kreuzung geradeaus unten (Querstrecke außer Betrieb) · Abzweig geradeaus und ehemals nach rechts | | nach Bremerhaven-Wulsdorf                                    | nach Bremerhaven-Wulsdorf                                    |
| Haltepunkt / Haltestelle · Haltepunkt / Haltestelle | 318,5 | Sprötze                                                      | Sprötze                                                      |
| Bahnhof · Bahnhof | 311,7 | Tostedt                                                      | Tostedt                                                      |
| Abzweig geradeaus und nach rechts · Strecke | | Strecke nach Zeven                                           | Strecke nach Zeven                                           |
| ehemaliger Bahnhof · Strecke | 305,1 | Königsmoor                                                   | Königsmoor                                                   |
| Bahnhof · Bahnhof | 297,6 | Lauenbrück                                                   | Lauenbrück                                                   |
| Bahnhof · Bahnhof | 291,1 | Scheeßel                                                     | Scheeßel                                                     |
| Strecke · Abzweig geradeaus und ehemals von links | 282,8 | ehem. Strecke von Walsrode                                   | ehem. Strecke von Walsrode                                   |
| Brücke über Wasserlauf · Brücke über Wasserlauf | | Wümme                                                        | Wümme                                                        |
| Bahnhof · Bahnhof | 282,5 | Rotenburg (Wümme)                                            | Rotenburg (Wümme)                                            |
| Kreuzung geradeaus unten · Abzweig geradeaus und nach rechts | | Strecke nach Bremervörde (GV)                                | Strecke nach Bremervörde (GV)                                |
| Strecke · Strecke nach links | 282,8 | Strecke nach Verden                                          | Strecke nach Verden                                          |
| Bahnhof | 273,0 | Sottrum                                                      | Sottrum                                                      |
| Strecke mit Straßenbrücke | | A 1                                                          | A 1                                                          |
| Bahnhof | 265,1 | Ottersberg (Han)                                             | Ottersberg (Han)                                             |
| Dienststation / Betriebs- oder Güterbahnhof | 257,5 | Sagehorn (Personenverkehr bis Dezember 2021)                 | Sagehorn (Personenverkehr bis Dezember 2021)                 |
| Abzweig geradeaus und nach links · Strecke von rechts | | (Beginn Bremer Umgehungsbahn)                                | (Beginn Bremer Umgehungsbahn)                                |
| Haltepunkt / Haltestelle · Strecke | 256,7 | Sagehorn Hp (seit Dezember 2021)                             | Sagehorn Hp (seit Dezember 2021)                             |
| Grenze · Grenze | | Landesgrenze Niedersachsen/Bremen                            | Landesgrenze Niedersachsen/Bremen                            |
| Bahnhof · Strecke | 251,8 | Bremen-Oberneuland                                           | Bremen-Oberneuland                                           |
| ehemaliger S-Bahn-Halt · Strecke | | Bremen-Horn/Achterdiek geplant                               | Bremen-Horn/Achterdiek geplant                               |
| Brücke · Brücke | | A 27                                                         | A 27                                                         |
| ehemaliger S-Bahn-Halt · Strecke | | Bremen Universität/Technologiepark geplant                   | Bremen Universität/Technologiepark geplant                   |
| Blockstelle · Strecke | | Utbremen (Abzw)                                              | Utbremen (Abzw)                                              |
| Abzweig quer und von rechts · Abzweig geradeaus und nach rechts · Strecke | 242,8 | Strecke von/nach Bremerhaven                                 | Strecke von/nach Bremerhaven                                 |
| Abzweig geradeaus, nach rechts und von rechts · Strecke · Strecke | | Strecke von/nach Oldenburg                                   | Strecke von/nach Oldenburg                                   |
| S-Bahnhof · Bahnhof · Strecke | 239,7 | Bremen Hbf ⊙                                                 | Bremen Hbf ⊙                                                 |
| Strecke · ehemaliger S-Bahn-Halt · Strecke | | Bremen Steubenstraße geplant                                 | Bremen Steubenstraße geplant                                 |
| Strecke nach links · Kreuzung geradeaus oben · Kreuzung geradeaus oben | | Strecke nach Hannover                                        | Strecke nach Hannover                                        |
| Abzweig geradeaus und von rechts · Strecke | 234,8 | Bremen-Hastedt                                               | Bremen-Hastedt                                               |
| ehemaliger S-Bahn-Halt · Strecke | 234,6 | Bremen Föhrenstraße (oben) geplant                           | Bremen Föhrenstraße (oben) geplant                           |
| Bahnhof mit S-Bahn-Halt · Strecke | 233,4 | Bremen-Hemelingen                                            | Bremen-Hemelingen                                            |
| Abzweig geradeaus und nach rechts · Strecke | 232,1 | Hemelinger Hafen                                             | Hemelinger Hafen                                             |
| Brücke · Brücke | | A 1                                                          | A 1                                                          |
| Abzweig geradeaus und von links · Strecke nach rechts | | (Ende Bremer Umgehungsbahn)                                  | (Ende Bremer Umgehungsbahn)                                  |
| Blockstelle | 229,9 | Bremen Gabelung (Abzw)                                       | Bremen Gabelung (Abzw)                                       |
| | |                                                              |                                                              |
| Grenze auf Brücke über Wasserlauf | | Eisenbahnbrücke, Weser, Landesgrenze Bremen/Niedersachsen    | Eisenbahnbrücke, Weser, Landesgrenze Bremen/Niedersachsen    |
| | |                                                              |                                                              |
| S-Bahn-Halt | 228,6 | Dreye                                                        | Dreye                                                        |
| Kreuzung geradeaus unten | | Bremen-Thedinghauser Eisenbahn                               | Bremen-Thedinghauser Eisenbahn                               |
| Bahnhof mit S-Bahn-Halt | 224,5 | Kirchweyhe                                                   | Kirchweyhe                                                   |
| S-Bahn-Halt | 220,0 | Barrien                                                      | Barrien                                                      |
| Abzweig geradeaus und von links | | VGH-Strecke nach Eystrup                                     | VGH-Strecke nach Eystrup                                     |
| Bahnhof mit S-Bahn-Halt | 216,5 | Syke                                                         | Syke                                                         |
| S-Bahn-Halt | 210,8 | Bramstedt (b Syke)                                           | Bramstedt (b Syke)                                           |
| Bahnhof mit S-Bahn-Halt | 206,8 | Bassum                                                       | Bassum                                                       |
| Abzweig geradeaus und ehemals nach links | | ehem. nach Bünde                                             | ehem. nach Bünde                                             |
| Bahnhof mit S-Bahn-Halt | 197,8 | Twistringen                                                  | Twistringen                                                  |
| Dienststation / Betriebs- oder Güterbahnhof | 190,7 | Drentwede                                                    | Drentwede                                                    |
| Bahnhof | 184,7 | Barnstorf                                                    | Barnstorf                                                    |
| Dienststation / Betriebs- oder Güterbahnhof | 177,9 | Drebber                                                      | Drebber                                                      |
| Abzweig geradeaus und von links | | Strecke von Sulingen                                         | Strecke von Sulingen                                         |
| Bahnhof | 170,3 | Diepholz                                                     | Diepholz                                                     |
| Dienststation / Betriebs- oder Güterbahnhof | 161,0 | Lembruch                                                     | Lembruch                                                     |
| Bahnhof | 153,9 | Lemförde                                                     | Lemförde                                                     |
| Grenze | 152,6 | Landesgrenze Niedersachsen/NRW ⊙                             | Landesgrenze Niedersachsen/NRW ⊙                             |
| Dienststation / Betriebs- oder Güterbahnhof | 148,5 | Drohne ⊙                                                     | Drohne ⊙                                                     |
| Grenze | 146,7 | Landesgrenze NRW/Niedersachsen ⊙                             | Landesgrenze NRW/Niedersachsen ⊙                             |
| Strecke quer · Kreuzung geradeaus unten · Strecke von rechts | | ehem. Wittlager Kreisbahn von Hunteburg                      | ehem. Wittlager Kreisbahn von Hunteburg                      |
| Abzweig geradeaus und von links · Strecke nach rechts | |                                                              |                                                              |
| Bahnhof | 142,1 | Bohmte                                                       | Bohmte                                                       |
| Abzweig geradeaus und nach links | | Wittlager Kreisbahn nach Holzhausen                          | Wittlager Kreisbahn nach Holzhausen                          |
| Brücke über Wasserlauf | | Mittellandkanal                                              | Mittellandkanal                                              |
| Dienststation / Betriebs- oder Güterbahnhof | 134,4 | Ostercappeln                                                 | Ostercappeln                                                 |
| Dienststation / Betriebs- oder Güterbahnhof | 128,4 | Vehrte (Reaktivierung PV geplant)                            | Vehrte (Reaktivierung PV geplant)                            |
| Dienststation / Betriebs- oder Güterbahnhof | 124,8 | Belm                                                         | Belm                                                         |
| Dienststation / Betriebs- oder Güterbahnhof | 120,1 | Osnabrück Hbf Vorbf                                          | Osnabrück Hbf Vorbf                                          |
| Strecke von links · Abzweig geradeaus und nach rechts | 118,4 | Klus (Abzw) „Kluskurve“ nach Rheine                          | Klus (Abzw) „Kluskurve“ nach Rheine                          |
| Strecke · Abzweig geradeaus und von links · Strecke von rechts | | „Schinkelkurve“ von Osnabrück Hbf (tief)                     | „Schinkelkurve“ von Osnabrück Hbf (tief)                     |
| | |                                                              |                                                              |
| Abzweig quer und nach rechts · Turmbahnhof geradeaus oben · Abzweig quer, nach links, nach rechts und von links | 117,7 | Osnabrück Hbf (Turmbahnhof, hoch) ⊙ Strecke Rheine–Löhne     | Osnabrück Hbf (Turmbahnhof, hoch) ⊙ Strecke Rheine–Löhne     |
| | |                                                              |                                                              |
| Abzweig geradeaus, nach links und von links · Strecke nach rechts | | „Münsterkurve“ von Löhne                                     | „Münsterkurve“ von Löhne                                     |
| ehemaliger Haltepunkt / Haltestelle | 116,4 | Osnabrück-Rosenplatz (geplant)                               | Osnabrück-Rosenplatz (geplant)                               |
| Dienststation / Betriebs- oder Güterbahnhof | 114,3 | Osnabrück-Hörne Bbf                                          | Osnabrück-Hörne Bbf                                          |
| Strecke mit Straßenbrücke | | A 30                                                         | A 30                                                         |
| Abzweig geradeaus und nach links | | Haller Willem nach Bielefeld                                 | Haller Willem nach Bielefeld                                 |
| Kreuzung geradeaus unten (Querstrecke außer Betrieb) | | ehem. Perm-Bahn Velpe ↔ Georgsmarienhütte                    | ehem. Perm-Bahn Velpe ↔ Georgsmarienhütte                    |
| Abzweig geradeaus und von links | | Strecke von Georgsmarienhütte                                | Strecke von Georgsmarienhütte                                |
| Bahnhof | 109,1 | Hasbergen (Kr Osnabrück)                                     | Hasbergen (Kr Osnabrück)                                     |
| Abzweig geradeaus und ehemals von rechts | | ehem. Perm-Bahn von Velpe                                    | ehem. Perm-Bahn von Velpe                                    |
| Grenze | | Landesgrenze Niedersachsen/NRW                               | Landesgrenze Niedersachsen/NRW                               |
| ehemaliger Bahnhof | 106,6 | Leeden                                                       | Leeden                                                       |
| Grenze | | Landesgrenze NRW/Niedersachsen                               | Landesgrenze NRW/Niedersachsen                               |
| Bahnhof | 104,2 | Natrup-Hagen                                                 | Natrup-Hagen                                                 |
| Grenze | 102,5 | Landesgrenze Niedersachsen/NRW                               | Landesgrenze Niedersachsen/NRW                               |
| Tunnel | | Lengericher Tunnel (581 m)                                   | Lengericher Tunnel (581 m)                                   |
| Strecke von rechts · Strecke | | von Ibbenbüren                                               | von Ibbenbüren                                               |
| Strecke · Bahnhof | 98,8 | Lengerich (Westf)                                            | 79 m                                                         |
| Strecke nach links · Kreuzung geradeaus unten und links · Strecke quer | | nach Hövelhof                                                | nach Hövelhof                                                |
| Dienststation / Betriebs- oder Güterbahnhof | 94,1 | Ringel                                                       | Ringel                                                       |
| Bahnhof | 91,1 | Kattenvenne                                                  | Kattenvenne                                                  |
| Bahnhof | 85,1 | Ostbevern                                                    | Ostbevern                                                    |
| Haltepunkt / Haltestelle | 78,9 | Westbevern (ehem. Bf)                                        | 53 m                                                         |
| Brücke über Wasserlauf | | Ems                                                          | Ems                                                          |
| Dienststation / Betriebs- oder Güterbahnhof | 76,2 | Münster Ems                                                  | Münster Ems                                                  |
| Dienststation / Betriebs- oder Güterbahnhof | 72,2 | Sudmühle                                                     | Sudmühle                                                     |
| Abzweig geradeaus und nach links · Strecke von rechts | | (Beginn Güterumgehungsbahn Münster)                          | (Beginn Güterumgehungsbahn Münster)                          |
| Brücke über Wasserlauf · Strecke | ~70,9 | Dortmund-Ems-Kanal                                           | Dortmund-Ems-Kanal                                           |
| Strecke von rechts · Strecke · Strecke | | Strecke von Rheine, Strecke von Enschede                     | Strecke von Rheine, Strecke von Enschede                     |
| Strecke · Abzweig geradeaus und von links · Kreuzung geradeaus oben | | Warendorfer Bahn von Rheda-Wiedenbrück                       | Warendorfer Bahn von Rheda-Wiedenbrück                       |
| Strecke · Strecke · Überleitstelle / Spurwechsel | | Üst Pleister                                                 | Üst Pleister                                                 |
| Bahnhof · Bahnhof · Strecke | 67,6 | Münster (Westf) Hbf ⊙                                        | Münster (Westf) Hbf ⊙                                        |
| Strecke · Abzweig geradeaus und nach links · Kreuzung geradeaus oben | | Strecke nach Lippstadt                                       | Strecke nach Lippstadt                                       |
| Dienststation / Betriebs- oder Güterbahnhof · Dienststation / Betriebs- oder Güterbahnhof · Dienststation / Betriebs- oder Güterbahnhof | 66,7 | Münster (Westf) Gbf, Bbf Kanal                               | Münster (Westf) Gbf, Bbf Kanal                               |
| Strecke · Strecke · Brücke über Wasserlauf | | Dortmund-Ems-Kanal                                           | Dortmund-Ems-Kanal                                           |
| Abzweig geradeaus und nach links · Kreuzung geradeaus unten · Kreuzung geradeaus unten und links | | Strecke nach Hamm                                            | Strecke nach Hamm                                            |
| Dienststation / Betriebs- oder Güterbahnhof · Dienststation / Betriebs- oder Güterbahnhof · Strecke | 64,7 | Geist                                                        | Geist                                                        |
| Strecke · Abzweig geradeaus und nach links · Kreuzung geradeaus oben | | Strecke nach Lünen                                           | Strecke nach Lünen                                           |
| Strecke · Abzweig geradeaus und von links · Strecke nach rechts | | (Ende Güterumgehungsbahn Münster)                            | (Ende Güterumgehungsbahn Münster)                            |
| Bahnhof · Dienststation / Betriebs- oder Güterbahnhof | 61,0 | Münster-Mecklenbeck                                          | Münster-Mecklenbeck                                          |
| Strecke nach rechts · Strecke | | Baumbergebahn nach Coesfeld                                  | Baumbergebahn nach Coesfeld                                  |
| Haltepunkt / Haltestelle | 57,7 | Münster-Albachten                                            | Münster-Albachten                                            |
| Bahnhof | 54,8 | Bösensell                                                    | Bösensell                                                    |
| Bahnhof | 50,3 | Nottuln-Appelhülsen                                          | Nottuln-Appelhülsen                                          |
| Haltepunkt / Haltestelle | 45,2 | Buldern                                                      | Buldern                                                      |
| Strecke von links (außer Betrieb) · Abzweig geradeaus, nach links und ehemals nach rechts | | Tower Barracks / ehem. Verbindungsgleise                     | Tower Barracks / ehem. Verbindungsgleise                     |
| | |                                                              |                                                              |
| Abzweig quer und ehemals nach rechts · Turmbahnhof geradeaus unten · Abzweig quer und ehemals nach links | 38,6 | Dülmen (Turmbahnhof, tief) Strecke Gronau–Dortmund           | Dülmen (Turmbahnhof, tief) Strecke Gronau–Dortmund           |
| | |                                                              |                                                              |
| Dienststation / Betriebs- oder Güterbahnhof | 33,0 | Sythen Bbf                                                   | Sythen Bbf                                                   |
| Haltepunkt / Haltestelle | 30,8 | Sythen                                                       | Sythen                                                       |
| Bahnhof mit S-Bahn-Halt | 26,0 | Haltern am See S 9                                           | Haltern am See S 9                                           |
| Abzweig geradeaus und ehemals nach rechts | | ehem. Strecke nach Venlo                                     | ehem. Strecke nach Venlo                                     |
| Blockstelle | 22,4 | Marl Lippe (Abzw)                                            | Marl Lippe (Abzw)                                            |
| Abzweig geradeaus und nach rechts | | Strecke nach Gelsenkirchen-Buer Nord S 9                     | Strecke nach Gelsenkirchen-Buer Nord S 9                     |
| | |                                                              |                                                              |
| Kilometer-Wechsel | 17,0+98,016,8+301,0 |                                                              |                                                              |
| | |                                                              |                                                              |
| Bahnhof | 16,8+256 | Marl-Sinsen                                                  | Marl-Sinsen                                                  |
| Kreuzung geradeaus oben (Querstrecke außer Betrieb) | 14,8+xxx | ehem. "Zechenbahn General Blumenthal VIII"                   | ehem. "Zechenbahn General Blumenthal VIII"                   |
| Bahnhof mit S-Bahn-Halt | 10,5 | Recklinghausen Hbf S 2 S 9                                   | Recklinghausen Hbf S 2 S 9                                   |
| Abzweig geradeaus und nach links · Strecke von rechts | |                                                              |                                                              |
| Kreuzung geradeaus oben · Abzweig quer, nach links und nach rechts | | Strecke Herten–Gladbeck–Bottrop S 9                          | Strecke Herten–Gladbeck–Bottrop S 9                          |
| Strecke mit Straßenbrücke | ~6,5 | A 2                                                          | A 2                                                          |
| Bahnhof mit S-Bahn-Halt | 4,5 | Recklinghausen Süd                                           | Recklinghausen Süd                                           |
| Abzweig geradeaus und nach links · Strecke von rechts | |                                                              |                                                              |
| Strecke mit Straßenbrücke · Strecke mit Straßenbrücke | ~4,1 | A 43                                                         | A 43                                                         |
| Brücke über Wasserlauf · Brücke über Wasserlauf | ~4,0 | Emscher                                                      | Emscher                                                      |
| Brücke über Wasserlauf · Brücke über Wasserlauf | ~3,9 | Rhein-Herne-Kanal                                            | Rhein-Herne-Kanal                                            |
| Blockstelle · Strecke | 2,8 | Baukau (Abzw) S 2                                            | Baukau (Abzw) S 2                                            |
| Kreuzung geradeaus unten und rechts · Abzweig quer und nach links | | Strecke Crange–Herne-Rottbruch                               | Strecke Crange–Herne-Rottbruch                               |
| Strecke · Strecke von links | | Stammstrecke von Dortmund                                    | Stammstrecke von Dortmund                                    |
| S-Bahnhof · Bahnhof | 0,3 | Wanne-Eickel Hbf ⊙                                           | Wanne-Eickel Hbf ⊙                                           |
| Strecke · Strecke | | Stammstrecke nach Duisburg                                   | Stammstrecke nach Duisburg                                   |
| | |                                                              |                                                              |
| Quellen: | |                                                              |                                                              |

Die Bahnstrecke Wanne-Eickel–Hamburg ist als kürzeste Eisenbahnverbindung zwischen dem Ruhrgebiet und der Metropolregion Hamburg eine der wichtigsten Eisenbahnstrecken in Nordwestdeutschland und verläuft über die Städte Münster, Osnabrück und Bremen.
Sie wurde 1870 bis 1874 von der Köln-Mindener Eisenbahn-Gesellschaft (CME) gebaut und zweigt in Wanne-Eickel von ihrer Stammstrecke (Köln-)Deutz–Minden als Teil der Hamburg-Venloer Bahn ab. Heute ist sie als Hauptstrecke durchgehend mindestens zweigleisig ausgebaut und elektrifiziert, streckenweise lässt die Linienzugbeeinflussung Geschwindigkeiten bis 200 km/h zu.
Wegen der Tag und Nacht ständig rollenden Güter- und Personenzüge in der Nachkriegszeit erhielt sie damals den Spitznamen „Rollbahn“.

## Geschichte

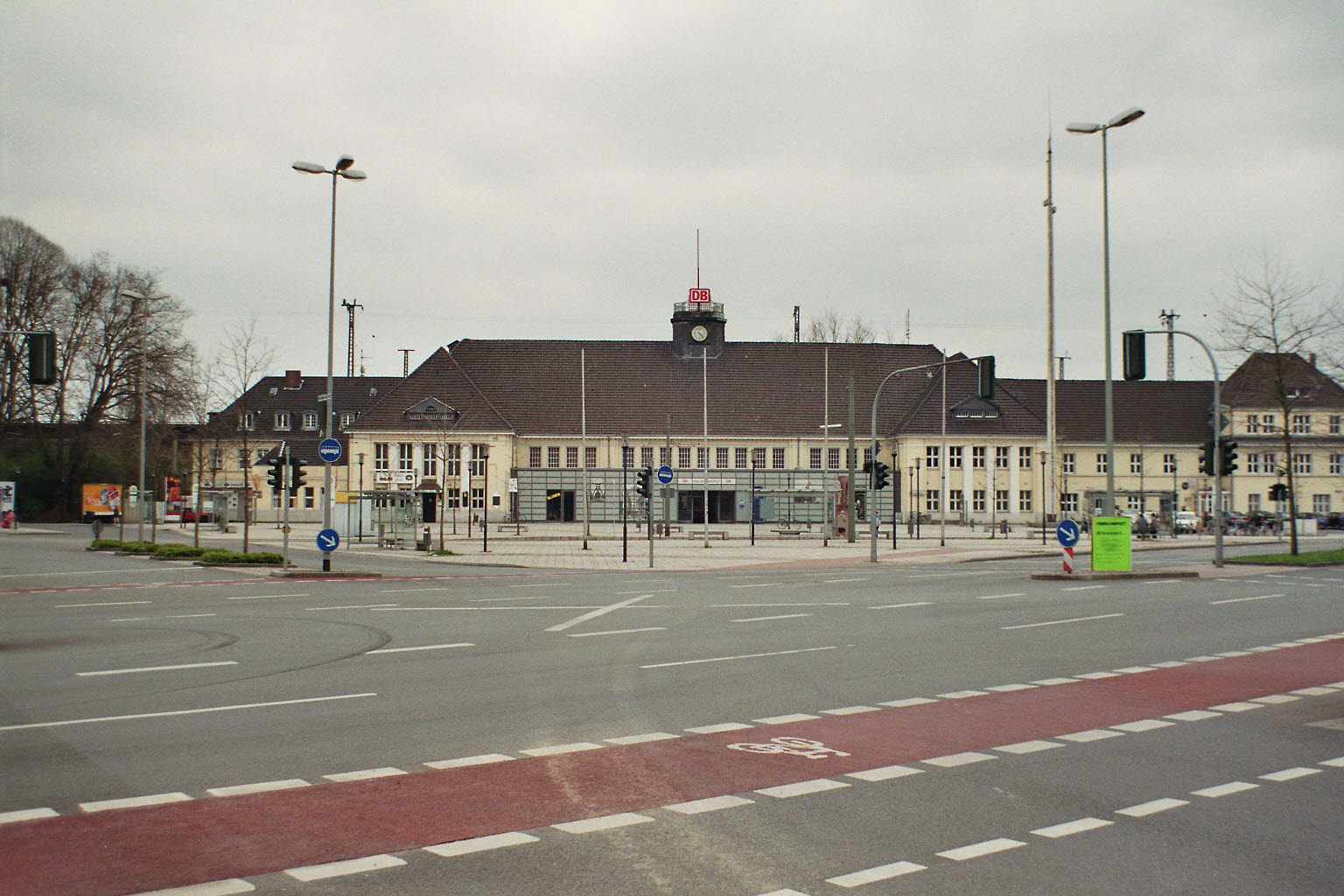
Wanne-Eickel Hbf

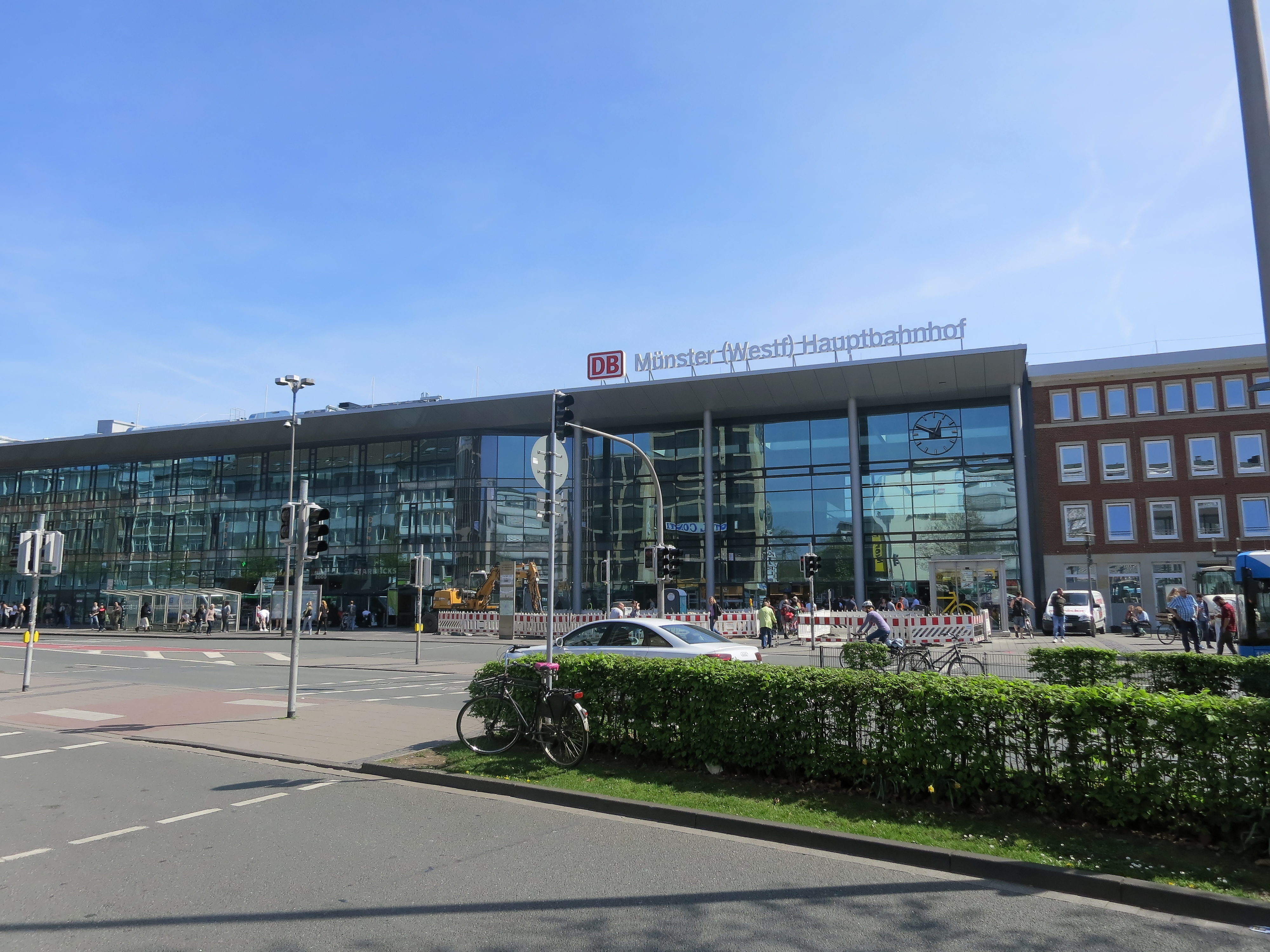
Münster (Westf) Hbf

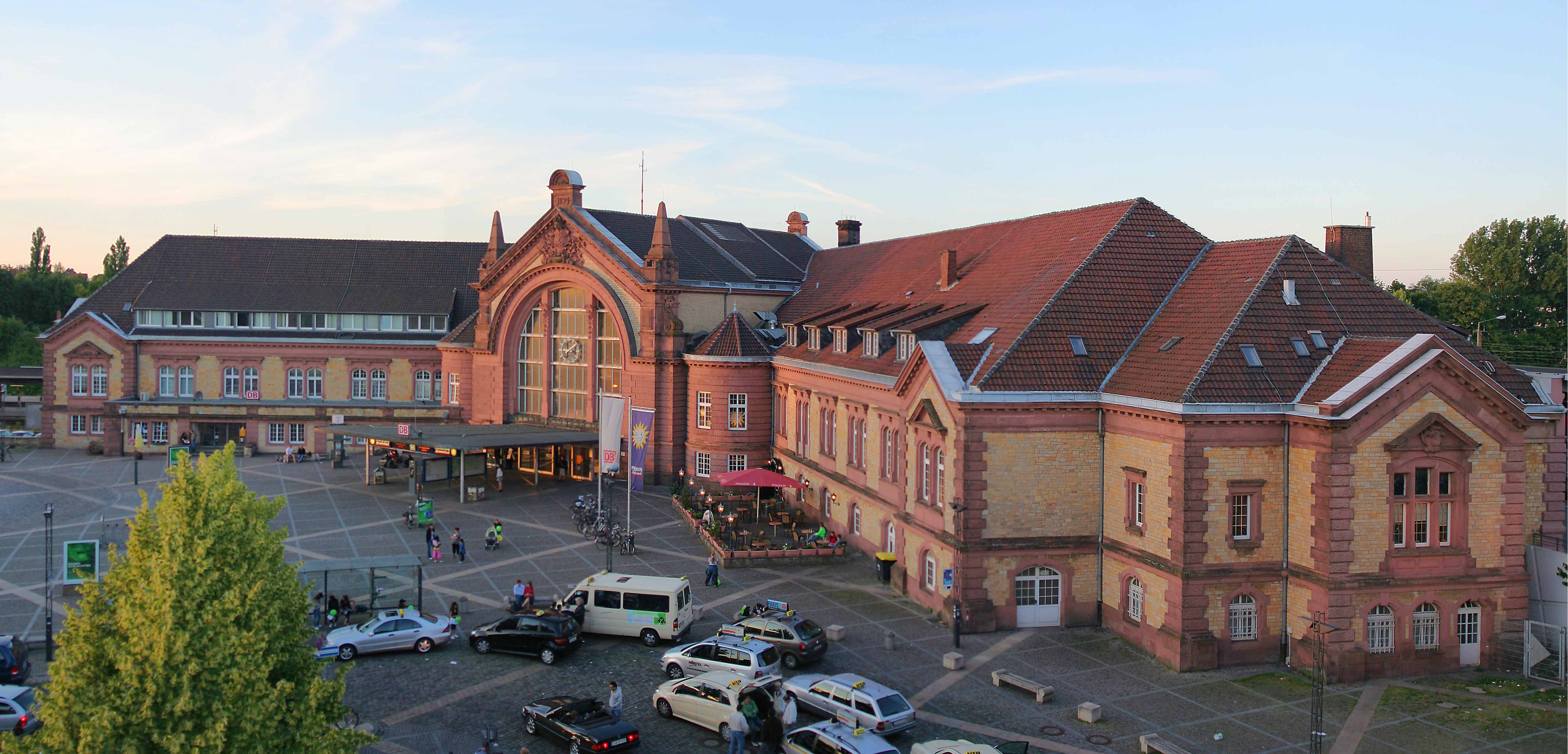
Osnabrück Hbf

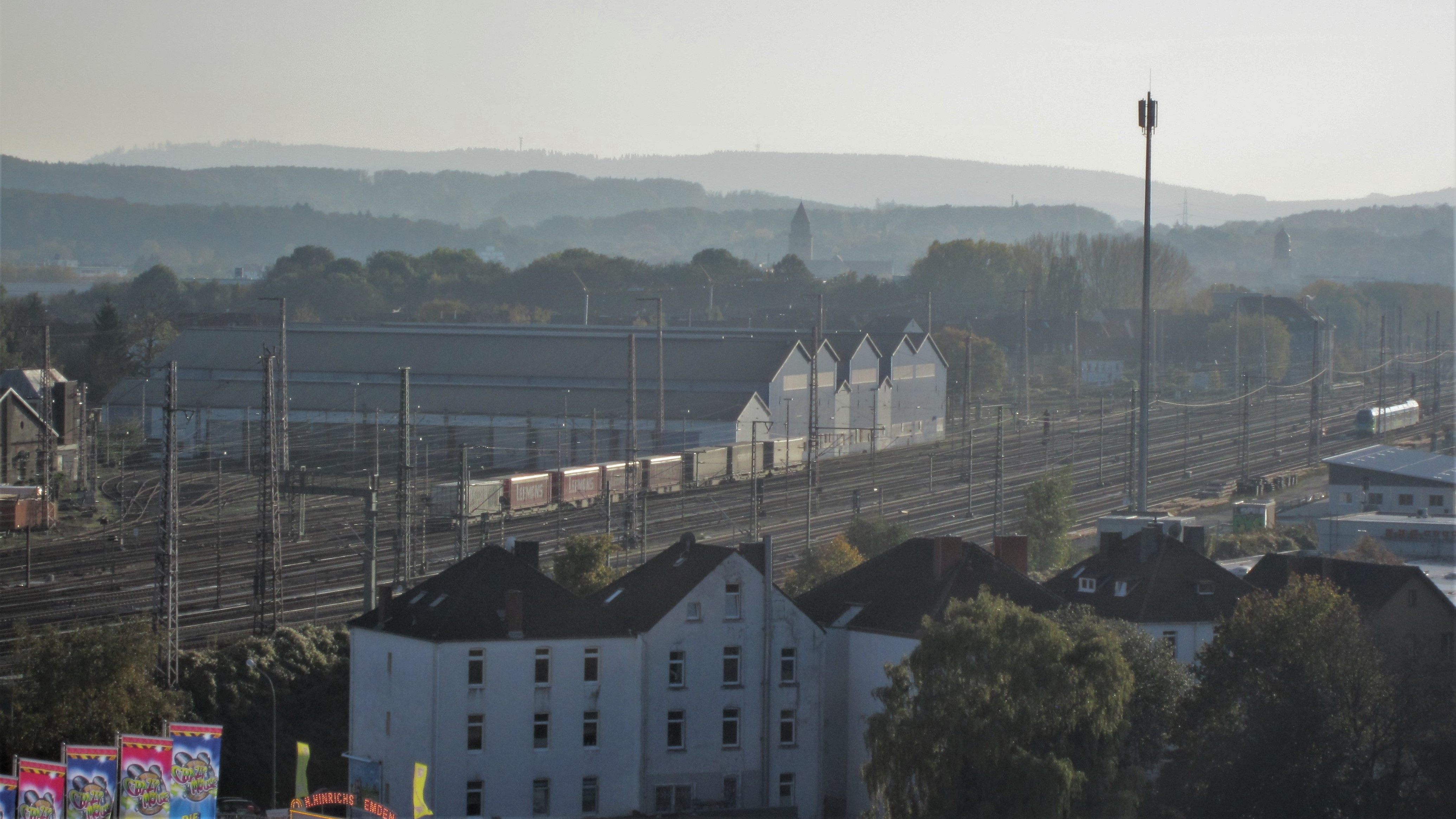
Strecke nordöstlich Osnabrück Hbf

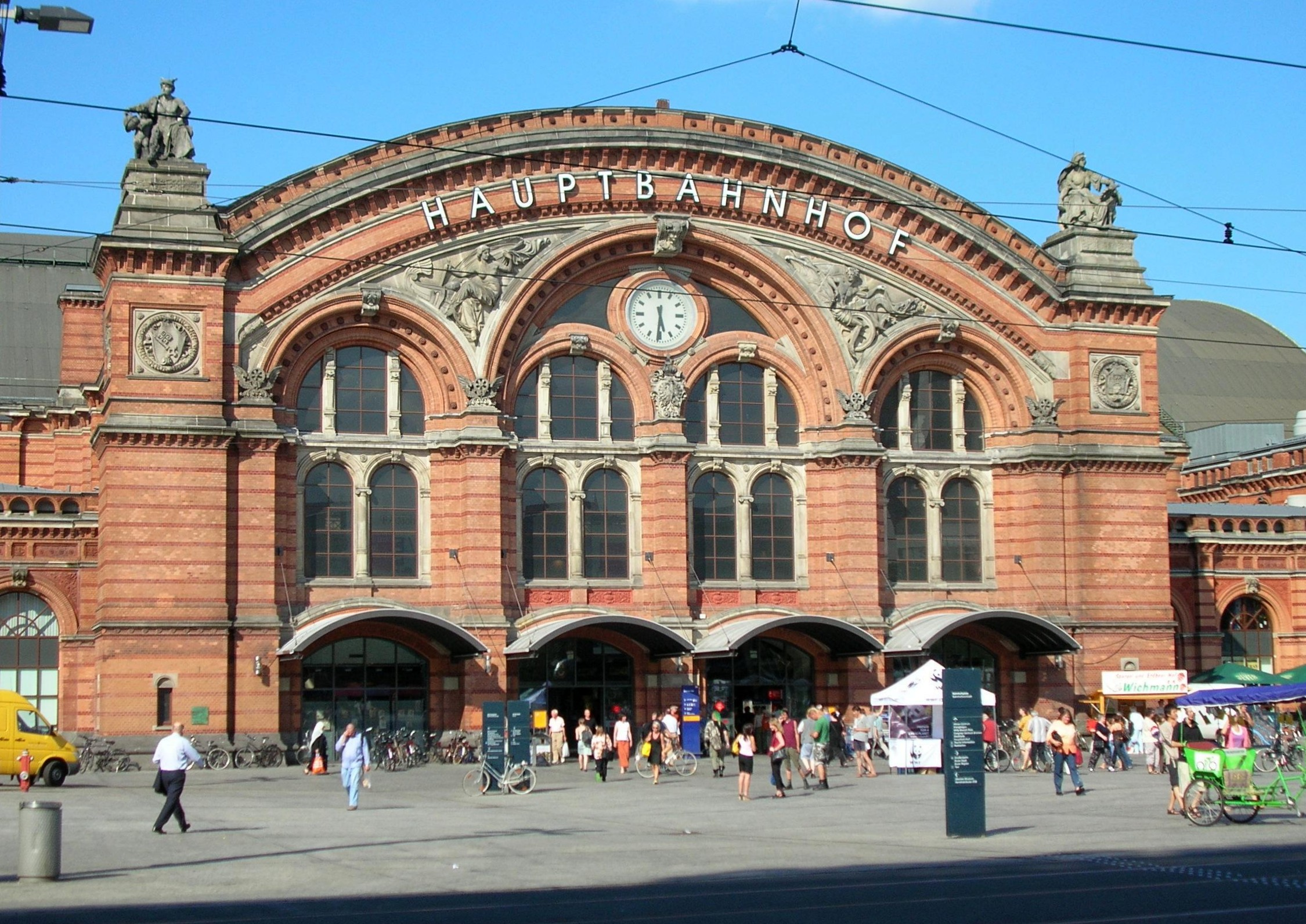
Bremen Hbf

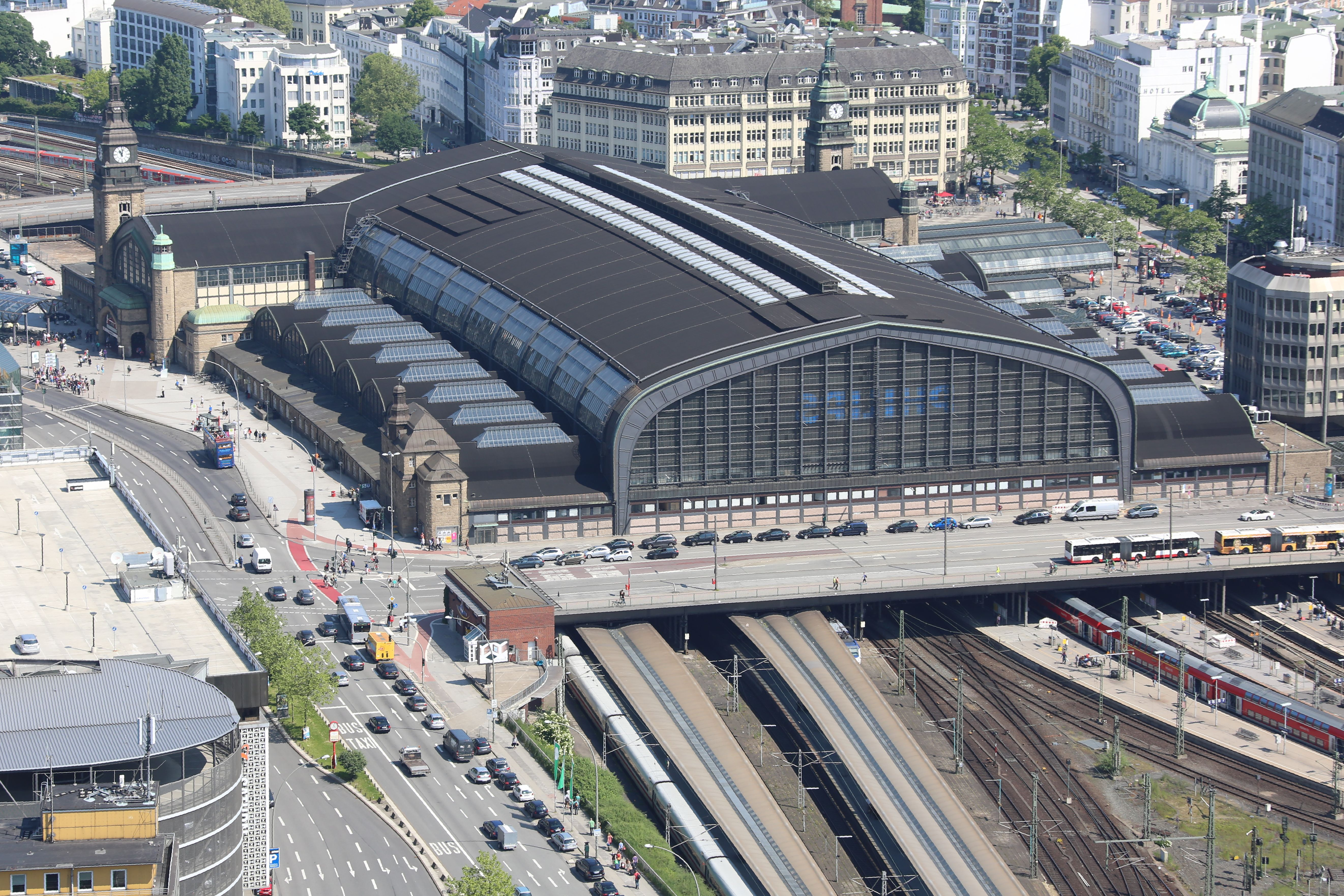
Hamburg Hbf

### Planung und Bau
Die Strecke entstand unter der Cöln-Mindener Eisenbahn-Gesellschaft (CME) im Auftrag des preußischen Staates als östlicher Teil einer Verbindung zwischen Hamburg und Paris („Paris-Hamburger Bahn“), deren westlicher Endpunkt im deutschen Eisenbahnnetz bei der niederländischen Stadt Venlo liegen sollte und daher unter dem Namen „Hamburg-Venloer Bahn“ bekannt wurde.
Um diese Verbindung an ihr bestehendes Streckennetz anzuschließen, rang die CME dem preußischen Staat das Zugeständnis ab, den an ihrer Stammstrecke Köln–Minden liegenden Bahnhof Wanne als Ausgangspunkt ihrer Strecke nach Hamburg zu wählen, um dann vom etwa 25 Kilometer nördlich davon gelegenen Bahnhof Haltern die Strecke nach Venlo zu bauen.
1866 erhielt die CME die preußische Konzession für die Strecke von Venlo bis Osnabrück mit dem Streckenast nach Wanne. Die Konzession für die Strecke Osnabrück–Hamburg gab es 1868 von der preußischen Provinz Hannover und von Hamburg, 1869 auch von Bremen.
Am 1. Januar 1870 wurde der erste Streckenabschnitt Wanne–Münster eröffnet, am 1. September 1871 folgte die Verlängerung nach Osnabrück. Ab dem 1. Dezember 1872 verband die Eisenbahn über die Elbe hinweg das in der preußischen Provinz Hannover liegende Harburg mit dem Venloer Bahnhof in Hamburg, der offiziell ab 1892 Hannoverscher Bahnhof hieß.
Nachdem am 15. Mai 1873 der Abschnitt von Osnabrück bis Hemelingen und am 16. August bis Bremen fertiggestellt war, wurde die Strecke mit der Eröffnung des fehlenden Teilstücks zwischen Bremen und Harburg am 1. Juni 1874 vollendet.
Die CME errichtete in Bremen zunächst einen Güterbahnhof an der Position der heutigen Stadthalle, genannt Hamburger Bahnhof. Dieser wurde provisorisch auch für den Personenverkehr genutzt, als der bisherige Personenbahnhof von Bremen nicht mehr aufnahmefähig war. Nachdem der neue Bremer Hauptbahnhof 1891 fertiggestellt worden war, wurde die Strecke dorthin verlegt und der alte Bahnhof abgebrochen. Die Richtung Hamburg führende Trasse wurde später von der Kleinbahn Bremen–Tarmstedt weiterhin verwendet und ist noch heute als Grünzug zwischen Fürther Straße und Innsbrucker Straße zu erkennen.

### Erste Betriebsjahre
Nachdem der preußische Staat die CME 1879 übernommen hatte, leitete er den Ausbau der Strecke ein. 1884 war der Abschnitt Wanne–Kirchweyhe zweigleisig befahrbar, 1891 der Abschnitt Kirchweyhe–Bremen und 1893 Bremen–Sagehorn, wodurch eine wesentlich höhere Streckenbelegung möglich wurde. Auch die Höchstgeschwindigkeit wurde erhöht, für Personenzüge bis zu 80 km/h, nach Einführung des elektrischen Streckenblocks ab 1905 100 km/h. Nach Einführung der durchgehenden Bremsleitung bei Güterzügen ab 1925 konnte auch die Höchstgeschwindigkeit dieser Züge erhöht werden.
Am 30. Dezember 1906 fuhr im Bahnhof Ottersberg (Han) ein Schnellzug, dessen Lokomotivführer in dichtem Nebel das haltzeigende Signal nicht gesehen hatte, in die Flanke eines rangierenden Güterzuges. Acht Menschen starben.
Am 29. September 1907 wurde das Ende der Strecke in Hamburg vom Hannoverschen Bahnhof zum bereits am 6. Dezember 1906 eröffneten neuen Hauptbahnhof verschwenkt und neben dem alten Endbahnhof auf der neuen Trasse der Haltepunkt Oberhafen eingerichtet.
Auffällig sind die Turmbahnhöfe in Osnabrück (Kreuzung mit Bahnstrecke Löhne–Rheine) und Dülmen (Kreuzung mit Bahnstrecke Dortmund–Gronau).

Am 16. Januar 1918 stießen zwischen Bohmte und Osnabrück ein Schnellzug und ein Urlauberzug mit Soldaten zusammen. 31 Menschen starben, 66 wurden darüber hinaus verletzt.

### Geplanter viergleisiger Ausbau
Nach dem Ersten Weltkrieg plante die Deutsche Reichsbahn, die Strecke Münster–Osnabrück viergleisig auszubauen. Der Erwerb des Grund und Bodens war im Wesentlichen schon abgeschlossen. Auch war schon mit den ersten Arbeiten begonnen, unter anderem mit dem Bau einer zweiten Tunnelröhre für den Lengericher (West-)Tunnel. Der alte Tunnel sollte laut Planung weiter in Betrieb bleiben.
Die Weltwirtschaftskrise, die Anfang der 1930er Jahre das Land lähmte, brachte das Projekt dann zum Erliegen. Da der neue Lengericher Tunnel fertig war, wurde dieser wegen der besseren Linienführung an die vorhandene Trasse angeschlossen und in Betrieb genommen. Der alte Lengericher Tunnel hatte bis zum Zweiten Weltkrieg keine Nutzung, dann diente er eine Zeit lang als unterirdische Waffenfabrik. Nach dem Zweiten Weltkrieg wurde der alte Lengericher Tunnel zivil genutzt, unter anderen auch als Schießstand eines Waffenhändlers.
Vom viergleisigen Ausbau sind direkt nördlich des Tunnels bis etwa zur Ortschaft Hasbergen noch bereits verbreiterte Bahndämme und Wegüberführungen sichtbar. Dort war der Ausbau der Strecke schon relativ weit fortgeschritten.

### Ausbau im 20. Jahrhundert
In den 1960er Jahren wurde die Strecke elektrifiziert und die elektrische Zugförderung 1963 bis Recklinghausen, 1966 bis Osnabrück und auf der durchgehenden Rollbahn am 28. September 1968 aufgenommen.
Während des Baus der Harburger Gleichstrom-S-Bahn wurde bis 1983 zwischen den Bahnhöfen Hamburg-Harburg und Hamburg Hbf eine eigene Trasse erstellt, die zwischen Norder- und Süderelbe direkt östlich parallel zur hier viergleisigen Fernverkehrsstrecke verläuft. In Hamburg-Wilhelmsburg und Hamburg-Veddel wurden neue S-Bahn-Stationen errichtet. Nach der Inbetriebnahme der Harburger S-Bahn wurden die alten Haltepunkte Veddel und Wilhelmsburg im Zuge der Fernbahn nicht mehr bedient und zurückgebaut.

### Ausbau zur Schnellfahrstrecke
Der Bundesverkehrswegeplan 1973 führte die Ausbaustrecke Hamburg–Osnabrück–Dortmund als eines von acht geplanten Ausbauvorhaben im Bereich der Schienenwege. Als Ausbaustrecke Hamburg–Münster war es auch in dessen Fortschreibung, dem Koordinierten Investitionsprogramm für die Bundesverkehrswege von 1977 sowie dem Bundesverkehrswegeplan 1980 enthalten. Für den Ausbau der Strecke Hamburg–Bremen–Münster sah der Bundesverkehrswegeplan 1978 dabei Investitionen von 613 Millionen DM (Preisstand 1978) vor.
Weite Teile der Strecke zwischen Hamburg, Bremen und Münster wurden ab 1978 als Schnellfahrstrecke für Fahrgeschwindigkeiten von 200 km/h in Betrieb genommen. Im Abschnitt zwischen Hamburg und Bremen ging zwischen 1978 und 1984 das Teilstück zwischen Sprötze und Lauenbrück (20,1 Kilometer) für Schnellfahrten in Betrieb, 1982 der Abschnitt zwischen Lauenbrück und Scheeßel. Zwischen 1983/84 und 1986 folgte der Abschnitt zwischen Scheeßel und Utbremen (40,1 Kilometer), die letzten 9,7 Kilometer folgten 1990. 1985 wurde der letzte Bahnübergang (im Zuge der Bundesstraße 4) aufgehoben und zwischen Buchholz und Rotenburg (Wümme) das dritte Gleis in Betrieb genommen. Im Teilstück zwischen Bremen und Münster ging der Abschnitt zwischen Dreye und Kirchweyhe (4,0 Kilometer) im Jahr 1983 für Schnellfahrten in Betrieb. 1984/85 folgte der Großteil (67,3 Kilometer) des Abschnitts zwischen Bramstedt und Bohmte, der Rest (3,2 Kilometer) 1986.
In 195 Einzelmaßnahmen zum Ausbau des 287 Kilometer langen Abschnitts zwischen Münster und Hamburg wurden 550 Millionen D-Mark (Preisstand: etwa 1991) investiert. Darin eingeschlossen ist der Neubau des dritten Gleises im Abschnitt zwischen Bremen und Hamburg.

### Dreigleisiger Ausbau
Im Juni 1986 ging ein drittes Gleis zwischen Buchholz (Abzweig zum Rangierbahnhof Maschen) und Rotenburg in Betrieb, um Güter- und Personenverkehr besser nebeneinander abwickeln zu können. Eigentlich sollten im Anschluss daran die Strecken Minden–Nienburg und Verden–Rotenburg zweigleisig ausgebaut werden, um so Güterverkehr von der Teilstrecke Ruhrgebiet–Bremen auf die viergleisige Bahnstrecke Hamm–Minden umzuleiten. Diese Pläne wurden jedoch bisher nicht umgesetzt.
Der Bundesverkehrsminister hatte den dreigleisigen Ausbau im Juni 1980 genehmigt. Die Bauarbeiten begannen unmittelbar im Anschluss. Bis Herbst 1981 waren rund drei Viertel des rund 40 Kilometer langen Ausbauabschnitts planfestgestellt. Einschließlich Linienverbesserungen zwischen Buchholz und Tostedt lagen die geplanten Investitionskosten bei rund 200 Millionen DM.

### Weiterer Betrieb
In den Jahren 2007 bis 2009 wurde die 1700 Meter lange Pfeilerbahn im Hafengebiet südlich des Hamburger Hauptbahnhofes erneuert. Sie war angelegt worden, um eine hochwasser- und kreuzungsfreie Zufahrt zum Hauptbahnhof zu ermöglichen.
Am 11. November 2019 wurde die Strecke zwischen Hamburg Hauptbahnhof und Hamburg-Harburg zum überlasteten Schienenweg erklärt.
Der Streckenabschnitt zwischen Wanne-Eickel Hauptbahnhof und Münster Hauptbahnhof wurde am 1. Dezember 2020 zum überlasteten Schienenweg erklärt. Im Dezember 2021 wurde für letzteren Abschnitt ein Plan zur Erhöhung der Schienenwegkapazität im Entwurf veröffentlicht.

## Streckenverlauf

### Wanne-Eickel – Osnabrück
Wanne-Eickel Hauptbahnhof liegt am südlichen Talhang der Emscherniederung in Herne. Nach Verlassen des Bahnhofs wendet sich die Strecke nordwärts über Rhein-Herne-Kanal und Emscher hinweg geradlinig gen Recklinghausen. Der Haard wird nun westwärts ausgewichen und vor Haltern die Lippesenke erreicht und überkreuzt den gleichnamigen Fluss wie den Wesel-Datteln-Kanal. Ab dem Stadtgebiet Haltern, der gleichnamige See wird an seiner Westseite passiert, weiter sehr geradlinig nordwestwärts der Halterner Mühlbach ein Stück begleitet und über Dülmen, den Stevergau bei Appelhülsen schließlich Münster (Westf) Hbf erreicht. Im heutigen Stadtgebiet richtet sich die Bahnstrecke dabei beim Güterbahnhof nordwärts aus, aber nicht allzu lange: Bereits am Nordkopf des Hauptbahnhofes geht es wieder schnurgerade Richtung Nordwesten fast bis Kattenvenne weiter, wobei auf dem Weg durch die Westfälische Tieflandsbucht Dortmund-Ems-Kanal, Werse, Ems und Münstersche Aa überbrückt werden. Nach leichter Richtungsänderung etwas nordwärts bei Kattenvenne nach Lengerich hin wendet sich die Trasse nach Nordwesten am Fuße des Teutoburger Waldes, um an der Westseite des Intruper Berges nach Hangaufstieg im Lengericher Tunnel den Kamm des Höhenzugs zu unterfahren. Auf der Nordseite wird der Senke des Leedener Mühlenbachs bis kurz vor Hasbergen gefolgt. Die Fortsetzung der Mühlenbachkerbe (Goldbach) nimmt allerdings die Trasse dann nicht mehr auf, sondern sie setzt bei Hasbergen direkt Richtung Osnabrück über die Düte fort. Unmittelbar vor dem Turmbahnhof wird die Hase mitten im Stadtgebiet überbrückt.

### Osnabrück – Bremen
Die Strecke führt von Osnabrück nordostwärts ins Osnabrücker Hügelland, das sie geländeadaptiert bis Vehrte durchmisst. Das Wiehengebirge wird in einem S-Bogen unter Vermeidung von Kunstbauten durchquert. Am Nordfuß des Wiehengebirges fällt die Strecke in südöstlicher Richtung wieder ab, ehe sie ab Wehrendorf, wo der Mittellandkanal überquert wird, wieder in nördlicher Richtung verläuft. Geradlinig geht es durch das Norddeutsche Tiefland über die Hunte und weiter nach Diepholz. Ab Diepholz wendet sich die Trasse wieder geradlinig nordostwärts und passiert Syke, von wo die Strecke entlang der Hache bis an die Weser bei Dreye verläuft. Nach Überquerung der Weser führt die Strecke in nordwestlicher Richtung nach Bremen Hbf.

## Betrieb

### Fernverkehr
Die Bahnstrecke ist das Rückgrat des Schienenpersonenfernverkehrs zwischen dem Ruhrgebiet und Hamburg mit mindestens einem Intercity-Zugpaar pro Stunde. Die meisten dieser Züge fahren aber nur von Münster bis Hamburg über diese Strecke.
Zwischen Dortmund und Münster benutzen sie hingegen zunächst die Bahnstrecken Dortmund–Lünen und dann die eingleisige Verbindung Lünen–Münster. Zusätzliche Fernzüge fahren daher meist einen Umweg über die Bahnstrecken Dortmund–Hamm und Hamm–Münster. ICE-Sprinter und der Flixtrain als Nachfolger vom HKX (sowie auch der ehemalige Metropolitan) werden/wurden zum Zwecke der Zeitersparnis an Bremen vorbei über die Gütertrasse direkt nach Hamburg geleitet.
Aber auch der südliche Streckenabschnitt Wanne-Eickel–Münster (Kursbuchstrecke 425) wird regelmäßig vom Schienenpersonenfernverkehr genutzt, insbesondere durch die zweistündige IC-Linie 35 von Koblenz über Köln, Duisburg, Wanne-Eickel und Münster nach Norddeich Mole. Hinzu kommen einzelne ICE-Verbindungen (ein Zugpaar Münster–Stuttgart) sowie der ICE 919 nach Köln und die in Münster endende Fahrt des ICE 512 aus München.

### Nahverkehr
Die Strecke wird durchgehend durch Züge des Schienenpersonennahverkehrs bedient.
Zwischen Wanne-Eickel Hbf und Münster Hbf verkehren die Regionalexpress-Züge der Linien RE 2 (Düsseldorf Hbf ― Osnabrück Hbf) im Stundentakt und RE 42 (zwischen Mönchengladbach Hbf und Münster) im Stundentakt (ab Essen Hbf im Halbstundenrhythmus), wobei der RE 42 ab Gelsenkirchen alle Unterwegshalte bedient.
Zwischen Münster Hbf und Osnabrück Hbf verkehren stündlich die Linien RE 2 und RB 66, wodurch sich ein angenäherter Halbstundentakt ergibt. Um einen Anschluss an den RE 60 nach Braunschweig Hbf herzustellen, hält der RE 2 nur alle zwei Stunden in Kattenvenne und Natrup-Hagen. Alle anderen Stationen werden von beiden Linien bedient.
Die Strecke zwischen Osnabrück Hbf und Bremen Hbf wird durch den RE 9 im Stundentakt bedient, wobei jeder zweite Zug bis Bremerhaven-Lehe durchgebunden wird. Zwischen Twistringen und Bremen Hbf verkehren stündlich zusätzlich ein bis zwei Züge der Linie RS 2, die ebenfalls bis Bremerhaven-Lehe durchgebunden werden.
Zwischen Bremen Hbf und Hamburg Hbf verkehren im Hanse-Netz die Linien RE 4 und RB 41 jeweils im Stundentakt.
Zusätzlich nutzen abschnittsweise weitere Linien die Gleise dieser Bahnstrecke. Zwischen Abzw. Marl Lippe und Haltern am See verkehren Züge der Linie S 9 von Wuppertal Hbf stündlich. Die Linie S 2 aus Dortmund der S-Bahn Rhein-Ruhr ergänzt stündlich den Fahrplan von Recklinghausen Süd bis Recklinghausen Hauptbahnhof; diese Relation fährt auch der RE 42. Am nördlichen Ende zwischen Buchholz (Nordheide) und Hamburg-Harburg (nur diese Richtung) verkehren die Züge der Linie RB 38. In der Gegenrichtung nutzen sie die Strecke über Maschen Rbf.

### Güterverkehr
Der Strecke kommt im Güterverkehr zwischen dem Ruhrgebiet und den Nordseehäfen eine große Bedeutung zu. Sie weist hier eine hohe Zugdichte auf.

### Fahrgeschwindigkeiten
Zwischen Hamburg und Buchholz beträgt die Höchstgeschwindigkeit – bedingt durch zahlreiche Gleisbögen (Kurven) – 160 km/h. Zwischen Buchholz und Bremen sind auf allen durchgehenden Streckengleisen 200 km/h möglich, im Stadtgebiet Bremen maximal 160 km/h. Der 86 Kilometer lange Abschnitt von Dreye bis Bohmte ist durchgängig mit 200 km/h befahrbar, im folgenden, kurvigen Streckenteil durch das Wiehengebirge fällt die Höchstgeschwindigkeit auf maximal 110 km/h. Zwischen Lengerich und dem Betriebsbahnhof Sudmühle sind wiederum 200 km/h möglich, von hier bis zur Einmündung in Wanne-Eickel maximal 160 km/h.
Die Durchfahrtsgeschwindigkeiten an den größeren Unterwegsstationen liegen bei 60 km/h in Münster sowie bei 100 km/h in Osnabrück.
Die Bremer Umgehungsbahn ist mit maximal 100 km/h befahrbar (Abzweigstelle Bremen-Gabelung: 80 km/h), die Umgehungsbahn Münster durchwegs mit 80 km/h.

## Planungen
Am 18. Mai 2015 gab das Niedersächsische Ministerium für Wirtschaft, Arbeit und Verkehr bekannt, dass eine interne Prüfung in Zusammenarbeit mit der Landesnahverkehrsgesellschaft Niedersachsen (LNVG) ergab, dass kurzfristig mit der Errichtung eines neuen Haltepunktes in Hochlage am Rosenplatz in Osnabrück begonnen werden könne. Dieser würde besonders die Osnabrücker Neustadt/südliche Innenstadt direkt an das Schienennetz anbinden. Die Anlage eines Haltepunktes wurde am 28. März 2019 zwischen Land Niedersachsen, LNVG und DB vereinbart.
Weiterhin erhielt der derzeit für den Schienenverkehr geschlossene Bahnhof in Vehrte in der Osnabrücker Vorortgemeinde Belm grünes Licht zur Reaktivierung. Diese kann aufgrund nötiger Infrastrukturmaßnahmen jedoch erst mittel- bis langfristig realisiert werden.
Der Zweckverband Nahverkehr Westfalen-Lippe (NWL) hat im November 2019 die Angebotskonzeption einer möglichen S-Bahn Münsterland vorgestellt. Diese sieht eine halbstündliche S-Bahn-Linie zwischen Münster und Osnabrück vor, die ab Osnabrück stündlich weiter nach Vehrte verkehren soll. Gegenüber heute sollen die neuen Halte Münster Handorf-Dorbaum, Belm und Vehrte bedient werden. Neben der S-Bahn soll eine stündliche RE-Linie aus Düsseldorf nach Osnabrück verkehren, die zwischen Münster und Osnabrück nur in Lengerich hält. Infrastrukturell ist dazu eine Verlängerung des Bahnsteiges 11 in Münster notwendig und der Bau einer neuen Weichenverbindung dorthin.
Im dritten Gutachterentwurf des Deutschlandtakts ist der „Bau eines mittigen Puffergleises hinter dem Abzw. Utbremen“ unterstellt. Dafür sind – zum Preisstand von 2015 – Investitionen von 41 Millionen Euro vorgesehen.

## Güterumgehung Bremen und Mahndorfer Kurve
Die Güterumgehungsbahn Bremen ist eine Bypass-Strecke bei Bremen, die um 13 Kilometer kürzer ist als die über den Bremer Hauptbahnhof führende Hauptstrecke. Die Ausfädelung im Bahnhof Sagehorn erfolgt höhengleich, die Einfädelung an der Abzweigstelle Bremen-Gabelung kreuzungsfrei mit einem Überwerfungsbauwerk.

### Geschichte
Als die Hamburg-Venloer Bahn gebaut wurde, war die Hansestadt Bremen (ebenso wie Hamburg) noch nicht Mitglied im Deutschen Zollverein, diesem trat sie erst 1888 bei.

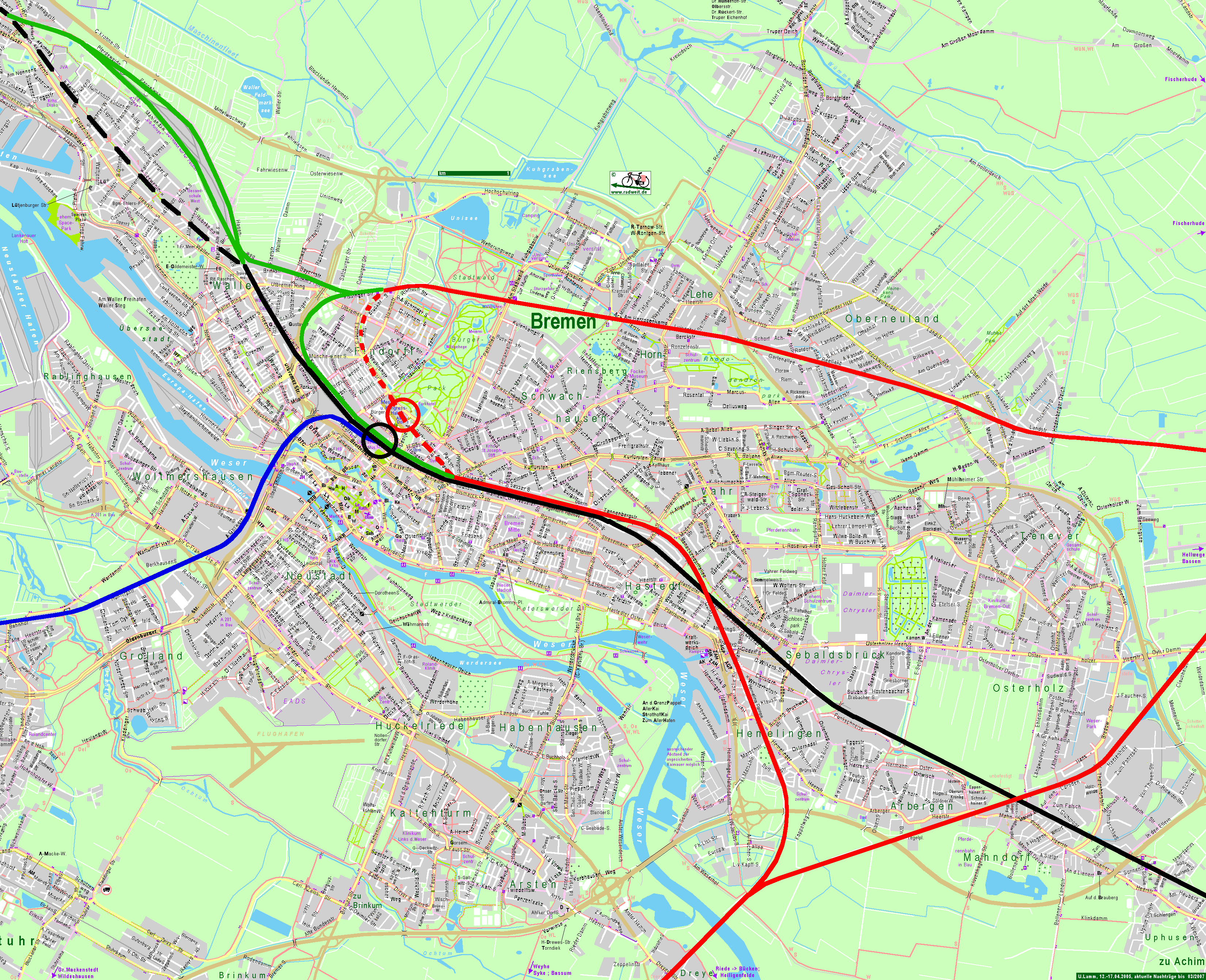
Entwicklung der Bahnstrecken in Bremen:
Hamburg-Venloer Bahn rot, nach 1880 gebaute Strecken grün, abgebaute Strecken gestrichelt

Um Waren aus dem rheinisch-westfälischen Industriegebiet ohne Verlassen des deutschen Zollgebietes bis nach Harburg befördern zu können, wurde eine vertragsgemäß nur dem Güterverkehr dienende Strecke geradlinig östlich an Bremen vorbei gebaut.
Die Abkürzung wurde in den Jahren 1999–2004 vom Luxuszug „Metropolitan“ befahren, um eine geringstmögliche Reisezeit vom Ruhrgebiet nach Hamburg zu erreichen. Als Nachfolger benutzt derzeit ein ICE-Sprinter-Zugpaar unter Auslassung von Bremen Hbf die Strecke.
Für den HKX (Hamburg-Köln-Express) hatte die teilhabende Locomore Eisenbahngesellschaft einen Antrag auf Trassenbenutzung gestellt. Nach Plänen aus dem Jahr 2010 war ein Halt in Sagehorn für die Bremer Fahrgäste vorgesehen. Dieser Halt wird nach gegenwärtigem Stand allerdings nicht angeboten (Stand Dezember 2016).
Flixtrain von Flixmobility hatte im März 2018 die Nachfolge des HKX angetreten. Seit Mai 2021 wird vom FLX auch Bremen Hauptbahnhof bedient.
Von der Güterverbindungsstrecke Sagehorn–Dreye war im Zuge des S-Bahn-Konzeptes für Bremen eine Verbindung auf die Bahnstrecke Wunstorf–Bremen geplant, was eine durchgehende S-Bahn-Linie von Nordenham nach Rotenburg (Wümme) ermöglicht hätte. Das Projekt ist an den hohen Kosten gescheitert. Es war auch ein IC-Kreuzungsbahnhof Bremen-Mahndorf erwogen worden.

## Güterumgehungsbahn Münster

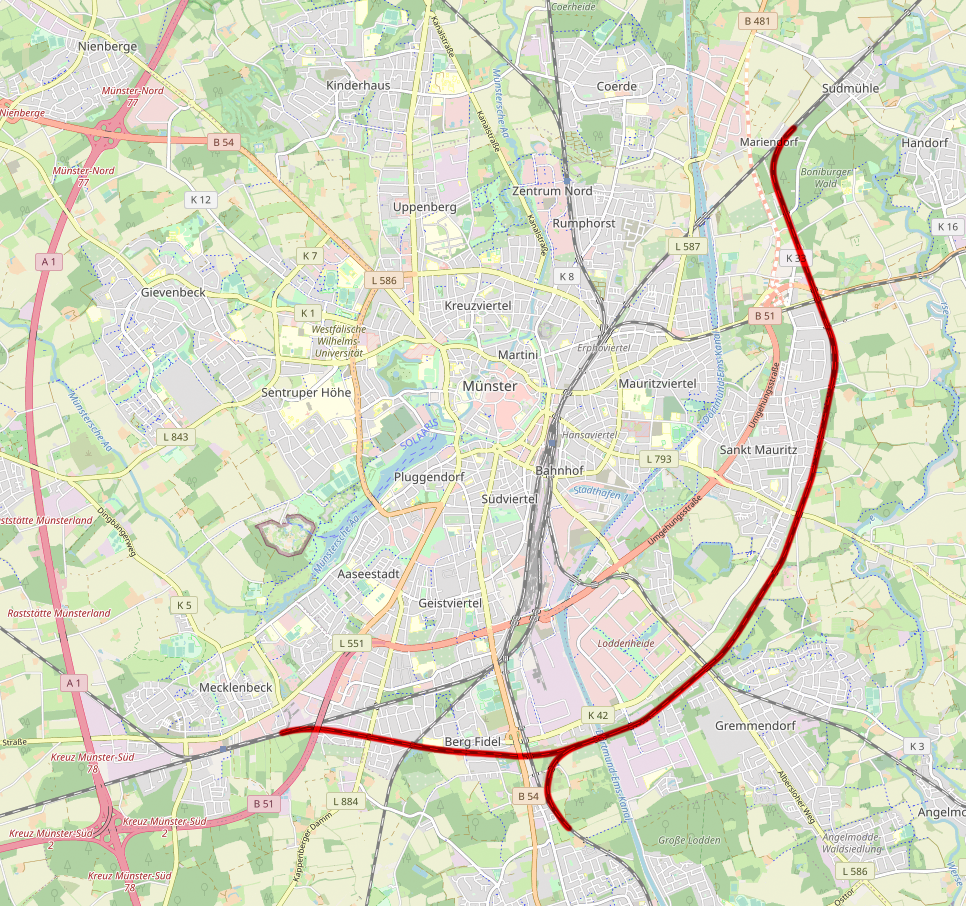
Verlauf der Güterumgehungsbahn Münster

Die Güterumgehungsbahn Münster ist eine elektrifizierte, überwiegend eingleisige und 13 Kilometer lange Umgehungsbahn in Münster in Westfalen, die regulär nur dem Güterverkehr dient, um diesen weiträumig um den Hauptbahnhof von Münster herumzuführen. Für Güterzüge in und aus Richtung Rheine gibt es jedoch keine Alternative.

### Verlauf
Die Umgehungsbahn beginnt im Bahnhof Münster-Mecklenbeck an der Strecke Wanne-Eickel–Hamburg südlich von Münster. Sie führt östlich um die Innenstadt herum und mündet im Betriebsbahnhof Sudmühle wieder in die Strecke nach Osnabrück und Hamburg. Darüber hinaus gibt es durch den Abzweig Lechtenberg auch die Möglichkeit, von der Strecke Hamm–Münster aus die Umgehungsbahn in Richtung Sudmühle (bzw. umgekehrt) zu befahren.
Größtenteils ist die als Hauptbahn eingestufte Umgehungsbahn eingleisig ausgeführt. Nur die Anschlusskurve an die Hammer Strecke sowie der Abschnitt Überleitstelle (Üst) Pleister–Bbf Sudmühle sind zweigleisig. Der Bbf Kanal verfügt über drei Bahnhofsgleise.
Die Strecke ist vollständig kreuzungsfrei überwiegend in Dammlage gebaut. Lediglich im Abschnitt Mecklenbeck–Kanal liegt sie teilweise in einem Einschnitt. Im Verlauf der Strecke befinden sich viele Brücken, von denen diejenige über den Dortmund-Ems-Kanal die größte ist.

### Geschichte
Sie wurde am 5. Oktober 1930 eröffnet und ist damit die jüngste größere Eisenbahn-Baumaßnahme im Münsterland. Grund für den Bau der Umgehungsbahn war der nach dem Ersten Weltkrieg stark ansteigende Güterverkehr in Zusammenhang mit der Tatsache, dass der Hauptbahnhof von Münster keine reinen Durchfahrgleise für Güterzüge besaß und solche aus Platzmangel auch nicht gebaut werden konnten.
Ursprünglich sah die Planung auch den Bau eines zweiseitigen Rangierbahnhofs (etwa im Bereich zwischen Dortmund-Ems-Kanal und Kaldenhofer Weg) vor, welcher über die Umgehungsbahn an alle wichtigen auf Münster zuführenden Strecken angeschlossen werden sollte. Aus Kostengründen wurde dann jedoch nur die Umgehungsbahn verwirklicht.
Von den ursprünglichen Plänen zeugen noch heute einige bauliche Gegebenheiten. Beispiele hierfür sind der für zwei Gleise ausgelegte Bahndamm, die sehr breite Dammaufschüttung im Bereich des geplanten Rangierbahnhofs sowie nie benutzte Brückenwiderlager.
Am 25. Mai 1968 wurde die Elektrifizierung der Strecke abgeschlossen.

## Fahrzeugeinsatz

### Fernverkehr
Im Fernverkehr werden die Intercity-Expresse der Linien 42 und 43 zwischen Hamburg und Münster durch ICE 4 gefahren. Als Teil der Linie 39 kommen auf gesamter Streckenlänge auch IC-Wendezuggarnituren mit Lokomotiven der Baureihe 101 sowie ICE 1 hinzu.
Die FlixMobility GmbH fährt aktuell unter dem Namen Flixtrain mit Lokomotiven des Typs Siemens ES64U2 oder Siemens Vectron und eigenen Wagen; dieses Angebot wurden vorher vom HKX betrieben.

### Güterverkehr
Die im Sommer 1960 auf dem Streckenabschnitt Kirchweyhe/Bremen–Hamburg planmäßig fahrenden Güterzüge wurden mit Dampflokomotiven der Baureihen 01, 03, 41 und 50 bespannt. Im Sommer 1965 waren vor den südwärts fahrenden Güterzügen Dampflokomotiven der Baureihen 01, 41, 44, 50 und 94 sowie E-Loks der Baureihe E 40 im Einsatz. Die nordwärts fahrenden Güterzüge wurden mit Dampflokomotiven der Baureihen 01, 41, 50, 94 sowie E-Loks der Baureihe E 40 und Diesellokomotiven der Baureihe V 200 bespannt. Vor den Übergabegüterzügen zwischen Hamburg und Bremen wurden Kleinlokomotiven eingesetzt.